# Посавец, Йосип
Йосип Посавец (хорв. Josip Posavec; род. 10 марта 1996, Вараждин) — хорватский футболист, вратарь клуба «Риека».

## Клубная карьера
Молодёжную карьеру провёл в «Интере» из Запрешича. 10 июля 2015 года в матче против клуба «Риека» дебютировал за основную команду «Интера».
Летом 2015 года перешёл в итальянский клуб «Палермо». Уход вратаря Симоне Коломби в 2016 году в «Карпи», позволил Йосипу занять лидирующую роль в воротах клуба. Дебют за «орлов» состоялся 28 февраля 2016 года в матче национального чемпионата против «Болоньи».